# Bagdad (Floride)
Pour les articles homonymes, voir Bagdad (homonymie).
Bagdad est une census-designated place située dans le comté de Santa Rosa, dans l’État de Floride, aux États-Unis.
Bagdad a été frappée par l’ouragan Dennis en 2005.

## Démographie
| 1980  | 1990  | 2000  | 2010  | - | - |
| ----- | ----- | ----- | ----- | - | - |
| 1 479 | 1 457 | 1 490 | 3 761 | - | - |

Sa population s’élevait à 3 761 habitants lors du recensement de 2010.

## Source
- (en) Cet article est partiellement ou en totalité issu de l’article de Wikipédia en anglais intitulé « Bagdad, Florida » (voir la liste des auteurs).